# Patient Blood Management

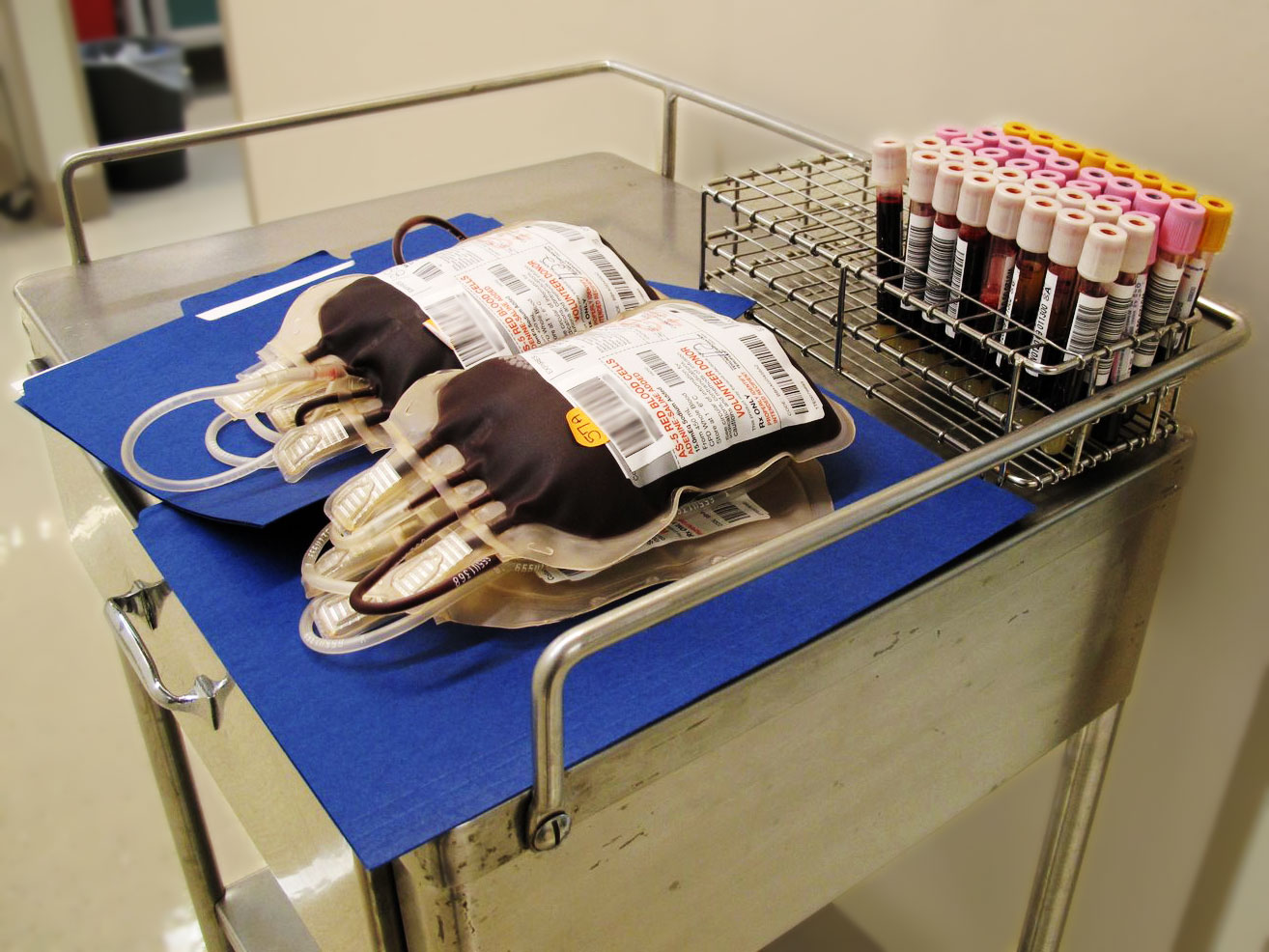

Das Patient Blood Management (PBM) (englisch) stellt ein individuelles Behandlungskonzept zur Reduktion und Vermeidung von Anämie und Blutverlust sowie zum rationalen Einsatz von Blutprodukten dar.
Beim PBM handelt sich um ein klinisches, multidisziplinäres, patientenzentriertes Konzept, das vorrangig die Behandlung oder Vermeidung von Anämie, die Reduktion des Blutverlustes und die Erhöhung der Anämietoleranz einschließt. Erst nach der Ausschöpfung dieser therapeutischen Möglichkeiten wird die Transfusion allogener Blutprodukte in Betracht gezogen. Anders als das von der EU initiierte Optimal Blood Use Project (EUOBUP), welches darauf abzielt das richtige Blutprodukt dem richtigen Patienten zur richtigen Zeit zu verabreichen, geht das PBM einen Schritt weiter und versucht einen präventiven und korrektiven Einfluss auf jene Risikofaktoren zu nehmen, welche üblicherweise zu Transfusionen führen. Die Anwendung des PBM-Konzeptes ist nicht nur für die perioperative Phase, sondern für alle Bereiche der Medizin, die sich mit der Behandlung mit Blut und Blutprodukten auseinandersetzen, indiziert. Übergeordnetes Ziel des PBM ist es, das Outcome des Patienten zu verbessern.

## Ursprung des Patient Blood Managements
PBM wurde mithilfe von Daten aus der ersten österreichischen Benchmark-Studie zusammen mit internationalen Experten entwickelt und wird mittlerweile in Westaustralien und in einer ganzen Reihe amerikanischer und europäischer Zentren umgesetzt. Es wurde bereits 2010 als wichtiges Prinzip zur Verbesserung der Transfusionssicherheit in die Agenda der WHO und auf der Homepage der American Association of Blood Banks (AABB) aufgenommen.

## Ziele des Patient Blood Management
Neben der präoperativen Behandlung einer Anämie und dem verbesserten Einsatz von Erythrozytenkonzentraten im Falle einer Transfusion, sowie der Minimierung des diagnostischen und interventionellen Blutverlustes, gehört es zu den Zielen des PBMs, auch die Vermeidung und Behandlung von Gerinnungsstörung und damit eine patientenorientierte Anwendung von Gerinnungspräparaten und Thrombozytenkonzentraten zu etablieren.
Im Zentrum des PBM-Projektes stehen folgende 3 wesentliche Behandlungssäulen:
1. Optimierung vor der Operation
- Detektion einer Blutarmut
- Bei vorhandener Blutarmut den Patienten interdisziplinär vorstellen
- Wenn vertretbar die Blutarmut vor der Operation behandeln

2. Rationaler Einsatz von Blutkonserven
- Strenge Anwendung der Querschnittsleitlinie der Bundesärztekammer

3. Fremdblutsparende Maßnahmen
- Zurückhaltend mit Blutentnahmen
- Einsatz einer Blutsperre während der Operation
- Wiederaufbereitung von Wundblut während der Operation (Cell-Saver-Geräte)
- Patientennahe Gerinnungsbehandlung (Point-of-Care wie etwa die Thrombelastometrie oder die Impedanzaggregometrie)

## Weiterführende Literatur
- Malte Oehlschläger: Patient Blood Management als medizinischer Standard – im Lichte von Gesetz und Rechtsprechung. In: Anästhesiologie & Intensivmedizin. Band 60, Dezember 2019, S. 572–576.